# Ancylometes jau
Ancylometes jau là một loài nhện trong họ Ctenidae.
Loài này thuộc chi Ancylometes. Ancylometes jau được miêu tả năm 2000 bởi Höfer & Antonio D. Brescovit.